# 2009年世界房車錦標賽摩洛哥站
2009年世界房車錦標賽摩洛哥站是2009年度世界房車錦標賽的第二站賽事，正式比賽在2009年5月3日於摩洛哥馬拉喀什街道賽道上舉行。這是第一次在摩洛哥舉行賽事。第一回合由雪佛蘭車隊的荷夫勝出，第二回合由雪佛蘭車隊的勒連尼勝出。